# L'Année du certif
L'Année du certif est un roman de Michel Jeury publié en 1995.

## Résumé

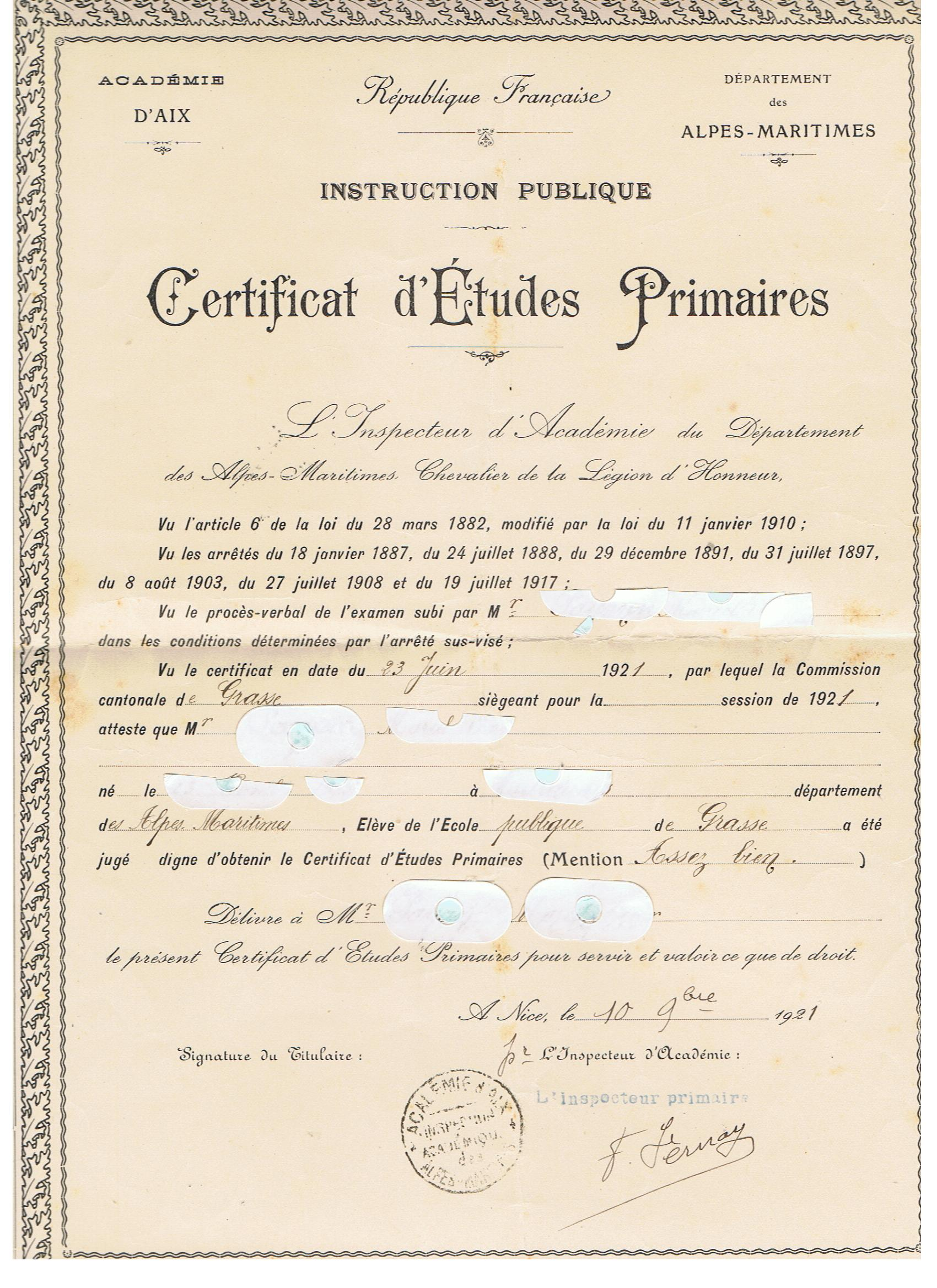
Certificat d'études primaires qui pouvait être présenté et obtenu à partir de l'âge de 11 ans.

En 1932 Paul et Claire sont instituteurs à l'école mixte de Saint-André dans le Gard et ont trois enfants : Antoine, 11 ans, René, 10 ans et Tofette, 8 ans. Dès juillet, Paul collabore avec Rachel, de Saint-Pierre, pour préparer ses fils et d'autres élèves au prochain certificat d'étude. À la fin de l'année, Antoine a son certificat mais n'est pas le 1er du canton comme l'espérait Paul, bien que ses 8 candidats l'aient réussi. Antoine avoue que Pascaline lui a donné 500 francs pour qu'il lui laisse la 1re place. René l'obtiendra l'année d'après. À 24 ans, Pascaline épouse Antoine qui révèle que les 500 F venaient de l'amant de sa mère pour son silence.

## Distinctions
- Prix Charles-Exbrayat[1] et Cabri d'or de l'Académie cévenole 1995.

## Adaptation
Le roman est adapté au cinéma et à la télévision en 1996 par Jacques Renard,.